# Tatiána Papamóschou
Tatiána Papamóschou (grec moderne : Τατιάνα Παπαμόσχου) (née en 1964 à Athènes) est une actrice grecque.

## Biographie
Tatiána Papamóschou a joué dans de nombreuses productions théâtrales, cinématographiques et télévisuelles grecques. Elle est plus particulièrement connue pour son interprétation du rôle d'Iphigénie dans le film du même titre de Michael Cacoyannis.
Elle a remporté pour ce rôle (son premier au cinéma), joué à l'âge de treize ans, le prix de la meilleure actrice au Festival international du film de Thessalonique.

## Filmographie
- 1977 : Iphigénie de Michael Cacoyannis
- 1987 : Sweet Country (Glykeia Patrida) de Mihalis Kakogiannis